# Conophorus fuscipennis
Conophorus fuscipennis är en tvåvingeart som först beskrevs av Macquart 1840.  Conophorus fuscipennis ingår i släktet Conophorus och familjen svävflugor. Inga underarter finns listade i Catalogue of Life.